# (4980) Magomaev
(4980) Magomaev es un asteroide perteneciente al cinturón de asteroides, descubierto el 19 de septiembre de 1974 por la astrónoma soviética Liudmila Chernyj desde el Observatorio Astrofísico de Crimea (República de Crimea), Rusia).

## Designación y nombre
Designado provisionalmente como 1974 SP1. Fue nombrado Magomaev en honor al cantante y barítono soviético Muslim Magomáyev.